# 에릭 본 데튼
에릭 본 데튼(Erik von Detten, 1982년 10월 3일 ~ )은 미국의 배우이다.

## 출연 작품
- 프린세스 다이어리